# うさかめコンボ!
『うさかめコンボ!』は、娘太丸による日本の4コマ漫画作品。天神学園の生徒会の4人を中心に描かれる学園4コマ漫画作品。作者お得意のちびキャラによる賑やかな学園生活をコミカルに描く。『まんがタイムきらら』（芳文社）誌上で2010年3月号から2012年4月号まで連載。

## 登場人物

### 生徒会役員
因幡 うさぎ（いなば うさぎ）
天神学園88代目生徒会長。2年兎組。
5月5日生まれのO型で、身長は134cmと非常に小柄。
軽いノリではあるが、いつも生徒たちが楽しく学園生活を送れるようにと奮闘しており、生徒達からも愛されている。
勉強に対しても能天気なところがあるが、亀子の教え方がいいのか学年3位の成績を誇る。
また「隠れ鬼・一級」の資格を持っている。
千早には「うーちゃん」と呼ばれている。
桐生 亀子（きりゅう かめこ）
副生徒会長。2年生。
5月5日生まれのA型で、身長179cmとやや大柄。
趣味が鍛錬であり、腕っ節も強いため学園の番長も兼任している。
うさぎの幼馴染でもあり、互いに相手の事を誰よりも知っている仲。
その見た目や男らしさや強さから女子生徒の憧れの的でもあるのだが、本人はうさぎ一筋の超が付くほど純情な女の子。
また、うさぎには「かめちー」と呼ばれ、「カッコイイ」ではなく「カワイイ」と認識されている。
人にものを教えることや料理など、多彩な特技を持つが、それらは全て努力の賜物という根っからの努力家。
心霊的な物に弱い。
かわいいものが好きで、千早をなでたいと思っているが、千早には敵視されているために絶対になでさせてもらえない。
グレイス・Y・フェルナンデス
生徒会書記。1年生。
8月2日生まれのAB型。日本のロボットアニメを愛するアメリカ人さん。
「グレイス＝恵み」から「メグ」が通称。うさぎには「メグち」と呼ばれる。ミドルネームの「Y」は「大和撫子」。
勉強は苦手以前の意識ではあるが、亀子に勉強を教えてもらえば赤点を回避可能。古文は満点と得意科目の様子。
服部 さち（はっとり さち）
生徒会会計。1年生。
1月2日生まれのA型。
地味扱いされることのあるツッコミ役。ほぼ必ず貧乏くじを引いてしまう不幸体質。
亀子に対して憧れ以上の感情を抱いている。
珠算と暗算が特技だが、電卓は機械が苦手なので使わない。
通称は「さっちん」。実家が神社なので生巫女。
うさぎの後を継ぎ、89代目の生徒会長に就任する。
服部 千早（はっとり ちはや）
生徒会“見習い”。新1年生（うさぎたちの進級とともに入学）。
さちの妹で、巫女。通称「ちーちゃん」。
姉のさちを異様にリスペクトしており、さちが手紙で「憧れの人」と書いた亀子に対して、激しい敵意を持っている。
携帯電話は持っておらず、メッセージは神社境内のハトに託す。
怒った時は、岡山弁が出る。

### その他生徒
阪神 虎美
ソフトボール部主将。
ステレオタイプ的な大阪弁を使い、名の通り猛虎万歳主義。
三ツ星 巴
京都弁を使う料理研究部部長。3年未組所属。
生徒会に料理勝負を挑み敗北した。
料理研として食堂を持っているらしい。
佐々沙 理紗
報道部で月刊天神倶楽部の編集。1年戌組所属。
生徒会特集を企画し、生徒会（特に亀子）を取材した。
当然スクープ命であり、かなり踏み込んだ取材や質問もする。
湯原 里美（ゆはら さとみ）
学園内の温泉「天神の湯」を管理する、温泉管理委員長。
江戸っ子気質で、気っ風のいい姐さん。うさぎには「ゆーちゃん」と呼ばれている。
何かというと「飲みねー飲みねー」と言いつつ、瓶入り牛乳を勧める。
早瀬 流
水泳部部長。風呂掃除大会では、担当区域で「トイレ」を当ててしまい、部員に袋叩きされた。
久留間 輪子
カーリング部所属。
風呂掃除大会では部活で鍛えた磨き技を見せたが、うさぎには「地味」と一刀両断されてしまった。
無敵 凛子
不良チームのリーダー。「姐さん」と呼ばれる。「無敵」が本名かどうかは不明。

## 舞台
天神学園（てんじんがくえん）
うさぎたちが通う高校。
敷地は広大で、校内には設備が充実した温泉まである。
無人島も所有し、そこにはプレハブの合宿用寄宿舎がある。

## 単行本
芳文社より「まんがタイムKRコミックス」として刊行。
1. 2011年5月12日発行 ISBN 978-4-8322-4023-0
2. 2012年5月11日発行 ISBN 978-4-8322-4144-2